# ۴۲۸ (پیش از میلاد)
۴۲۸ (پیش از میلاد) ۴۲۸مین سال قبل از تقویم میلادی است.